# اشارات بدن
اشارات بدن، زبان بدن یا بادی لنگویج (به انگلیسی: Body language) به انواع شکل‌های ارتباط غیر کلامی یا رفتاری اشاره می‌کند که یک فرد از طریق رفتارهای بدنی خود، بدون آنکه صحبتی بکند با دیگران به‌طور مستقیم یا غیرمستقیم ارتباط برقرار می‌کند. این رفتارها می‌تواند مربوط به وضعیت و احوال اجزا بدن (محل قرار گرفتن دستها، پاها، نحوه نشستن، ایستادن، راه رفتن، خوابیدن)، ژست‌ها (حالت‌ها، اطوارها، اداها)، حرکات و اشاره‌های بدنی، جلوه‌های هیجانی صورت و حرکات چشم‌ها باشد.
با تسلط به این مهارت درک ذهنی افراد دیگر و آنچه منظور آن‌ها است پیش از آنکه چیزی را به کلام آورده باشند ممکن خواهد بود که این امر در ارتقای ارتباطات فردی و اجتماعی شخص مؤثر خواهد بود. با استفاده از این مهارت شخص قادر خواهد بود به‌طور غیرمستقیم بر دیگری تأثیر بگذارد یا بتواند درک کند که او در پس ذهنش چه فکر می‌کند. مهارت درک اشارات بدن دیگران، با ذهن‌خوانی [که ایده‌ای شبه‌علمی است] فرق دارد.
زبان بدن، زبانیست بدون صدا. یعنی هم پیام مخابره می‌کند و هم صدایی تولید نمی‌کند و هر آن‌چیزی که پیام مخابره کند را زبان می‌نامیم. بر همین اساس تحلیل زبان بدن افراد در ارتباطات انسانی بخصوص مذاکره نقش مهم و بسزایی دارد. در زبان بدن باید به تحلیل موثر برسیم تا از رهگذار آن به هدف نهایی ارتباط دست پیدا کنیم. مبانی تحلیل شامل ظاهر ، رفتار ، شخصیت. هر کدام از این موارد منجر به شناخت ما از طرف مقابل می‌گردد و منجر به تسهیل روند ارتباطی می‌شود.

## تعریف
اشارات بدن به‌طور عام به پیام‌های غیرکلامی اطلاق می‌شود که افراد با حرکات بدن یا حالت‌های صورت انتقال می‌دهند. در این رشته به مطالعه روابط میان فردی از طریق حرکات، ژست‌ها، طرز قرار گرفتن بدن در حالت‌های مختلف و قیافه و حالت‌های صورت پرداخته می‌شود. چهره انسان می‌تواند بیش از ۲۰۰۰۰ حالت مختلف ایجاد کند؛ بنابراین خوش بیان‌ترین قسمت بدن است. بیشتر بیان‌ها، ترکیب‌های چهره‌ای یعنی مخلوطی از دو یا چند حالت اصلی است.
۹۳ درصد ارتباط میان فردی را اشارات بدن تشکیل می‌دهد. در حالی که تنها ۷ درصد ارتباط میان فردی شامل گفتار است. بعضی‌ها باور دارند که با نگاه کردن به حالت چهره و قیافه افرد می‌توانند به‌طور دقیق بگویند که شخص چه احساسی دارد.
می‌توانیم حالت‌های صورت را به سه دسته اصلی تقسیم کنیم. ۱- خوشایندی - ناخوشایندی، ۲- پذیرش - رد، ۳- فعالیت یا برانگیختگی. به‌طور مثال شادی، خوشایند اما انزجار، ناخوشایند است. غم، فعالیت یا برانگیختگی اندکی ایجاد می‌کند، در حالی که تعجب یا شگفت زدگی با سطح برانگیختگی یا فعالیت بسیاری همراه است. اینکه هیجان تا چه اندازه می‌تواند توجه ما را جلب کند، یا توجه ما را به جای دیگری معطوف کند، بعد سوم است. اشارات بدن می‌تواند گویای وضعیت درونی فرد باشد. برای نمونه می‌تواند خشم، خستگی، آرامش، گیجی و دیگر نشانه‌ها را نشان دهد.
بدن انسان‌ها احساسات را هم مخابره می‌کنند. عمومی‌ترین پیام‌های بدن عبارتند از: آرامش یا بی‌قراری، و دوست داشتن یا دوست نداشتن. آرامش زمانی نشان داده می‌شود که فرد، اگر ایستاده‌است، دست و پاهایش را بدون نظم و ترتیب خاصی، قرار می‌دهد، و اگر نشسته‌است، به عقب تکیه می‌دهد، و دستها و پاهایش را باز می‌کند. دوست داشتن معمولاً زمانی نشان داده می‌شود که شخص به سوی طرف مقابل، شی یا موضوع مورد نظر، اندکی خم می‌شود؛ بنابراین، نحوه قرار گرفتن بدن می‌تواند احساساتی را نشان دهد که در حالت عادی آنها را پنهان می‌کنیم.

## اشارات بدن وابسته به فرهنگ یا نمادین
برخی اشارات بدن یا تن گفتار، در یک گروه مورد توافق قرار گرفته‌اند یا در فرهنگ یک جامعه، استفاده می‌شوند که معنای خاص و محدود به آن فرهنگ یا گروه هستند که به آنها «فرهنگ‌وابسته» یا «گروه‌وابسته» گفته می‌شود و مردم به‌طور آگاهانه، آنها را به کار می‌برند. این نوع حرکات و اشارات بدنی را «نمادین» می‌نامند و مانند آن است که جایگزین کلمات می‌شوند.
ما این اشارات بدنی را در خانه، مدرسه و دیگر محیط‌های اجتماعی یادمی‌گیریم و آنها را درست یا نادرست در ارتباط‌های خود به کار می‌بریم که البته شکل آنها در طول زمان، بنا به دلایل متفاوت تاریخی و اجتماعی عوض می‌شود. دانستن این تغییرات و شناخت آنها، به مردم کمک می‌کند که در ارتباط خود با گروه‌ها و فرهنگ‌های دیگر، کمتر دچار سوءتفاهم یا درک اشتباهی شوند، زیرا تفاوت‌های فرهنگی در این زمینه می‌تواند موجب بی تناسبی، کج منشی یا بی علایقگی از طرف سایر افراد شود. هرچند پژوهشگران با یافتن نقاط مشترک این حرکات در زبان بدن به افزایش آگاهی انسانها با ریشههای مشترک فرهنگی کمک می‌کنند تا الگوی همجواری ارتباطی مناسبی را با یکدیگر داشته باشند. به‌طور مثال در زبان بدن مربوط به دست‌ها که به اختصار می‌توان به آن «دست گفتار» گفت، معانی متفاوت زیر را با توجه به فرهنگ هر جامعه‌ای می‌توان برداشت نمود.
برخی از حرکات اشاره دست در زبان بدن یا دست‌گفتارهای اساسیِ وابسته به فرهنگ به شرح زیر می‌باشد:

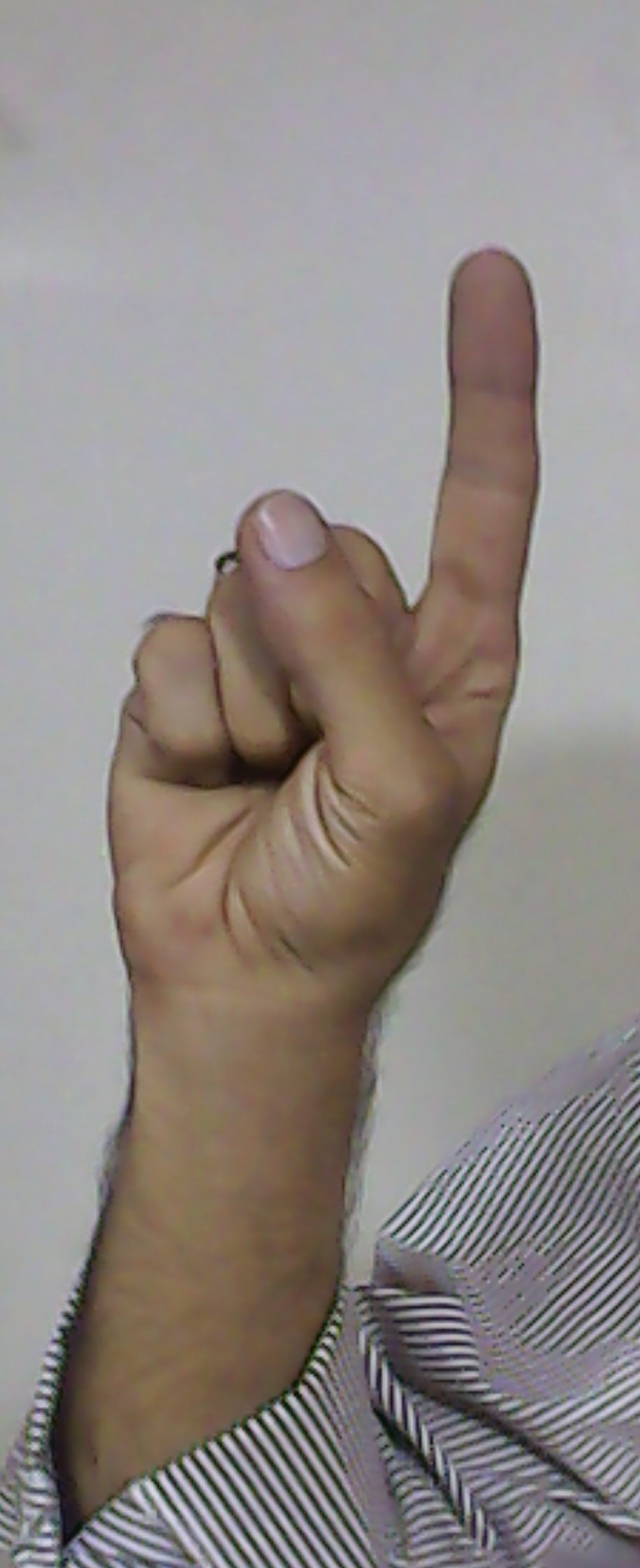
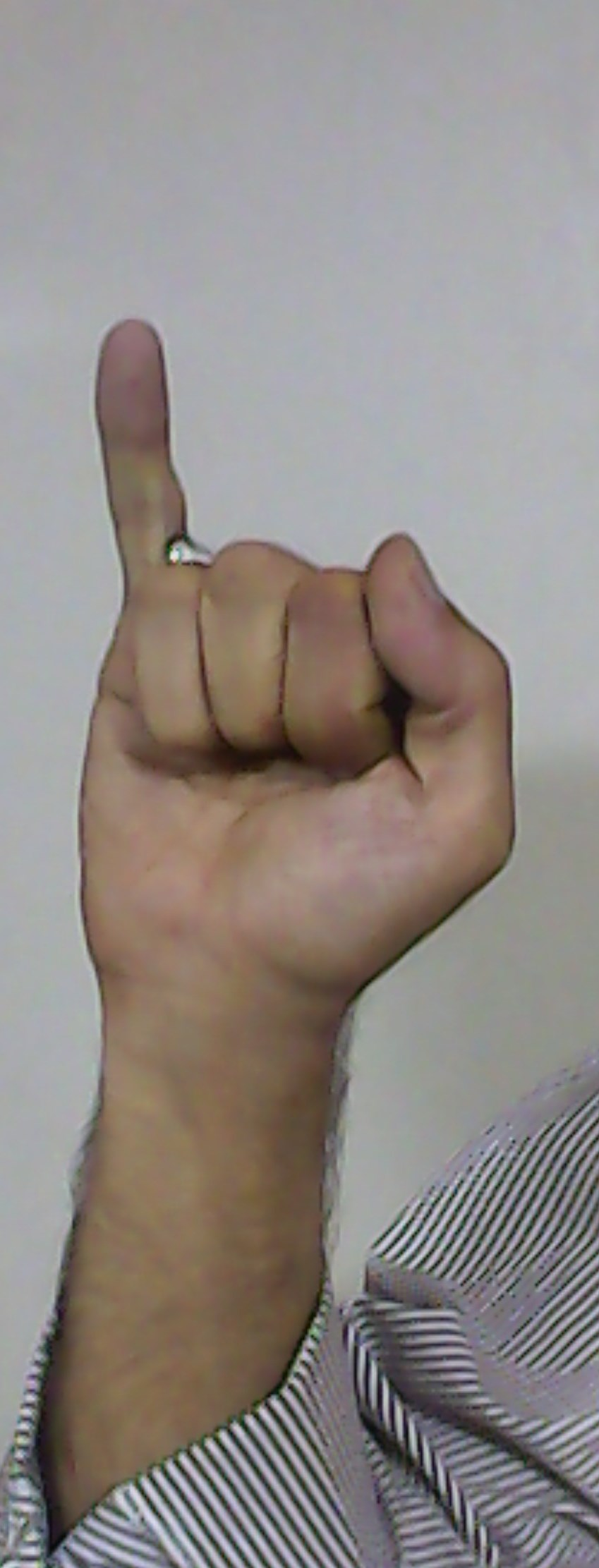
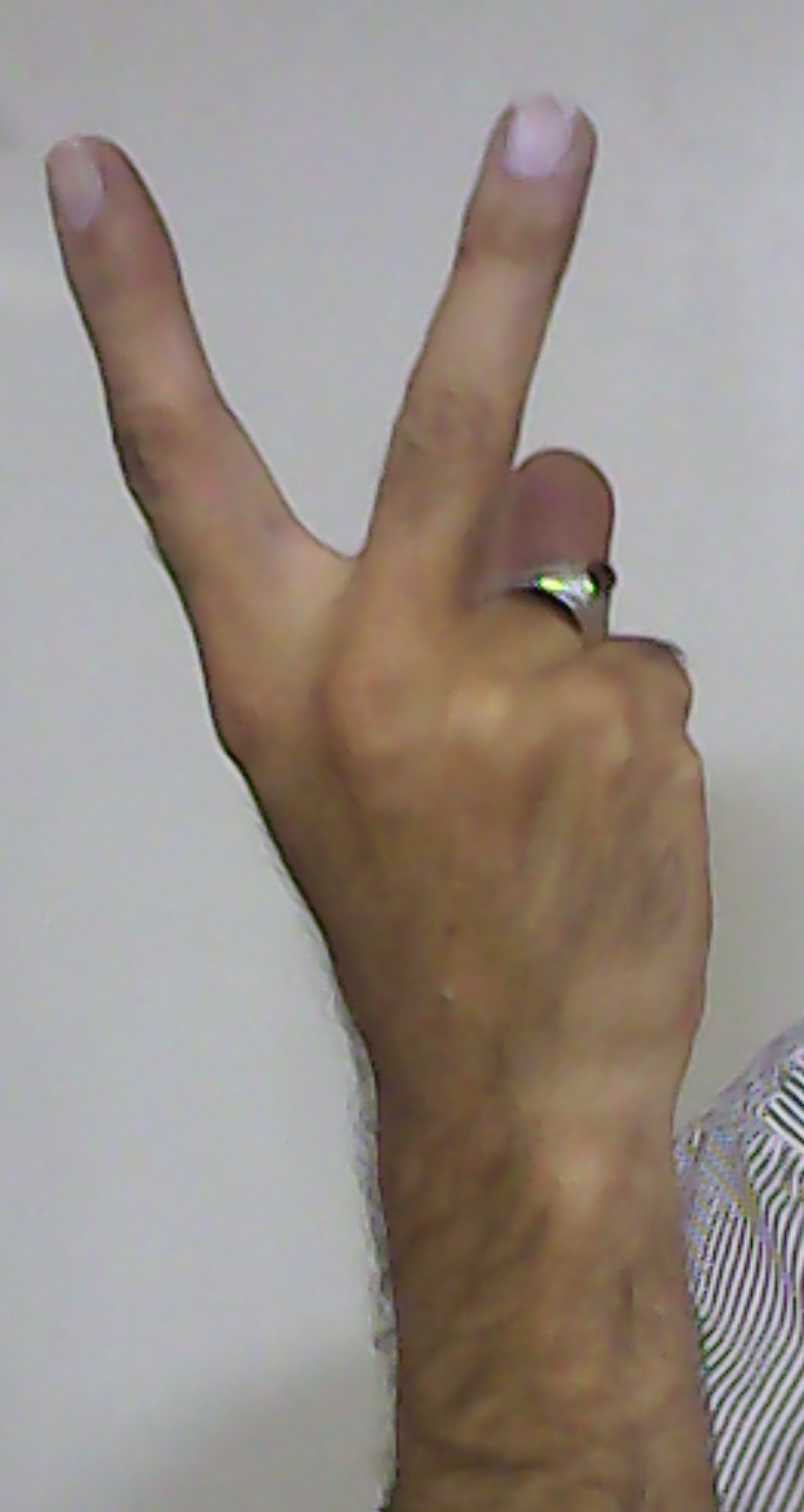
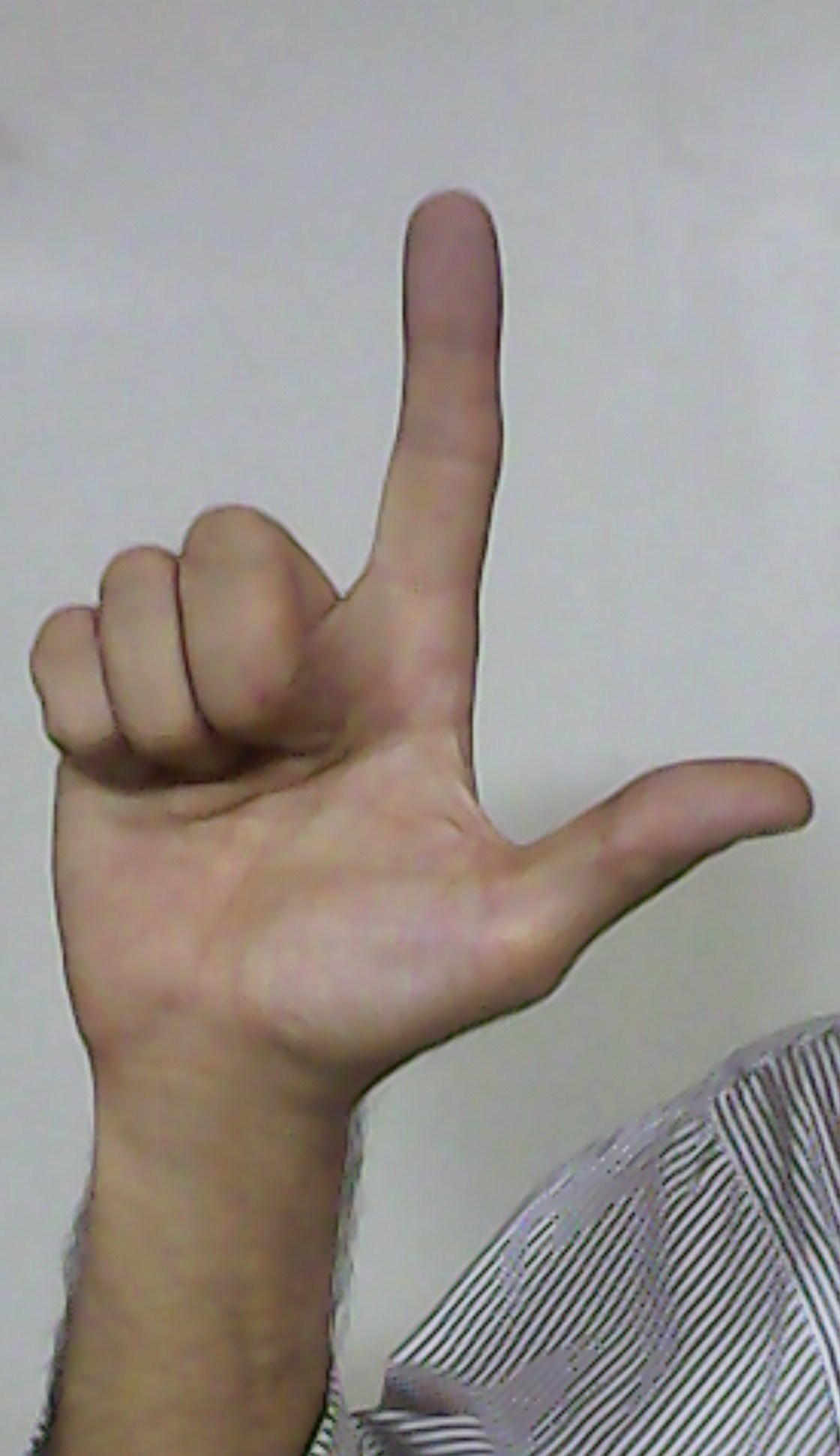
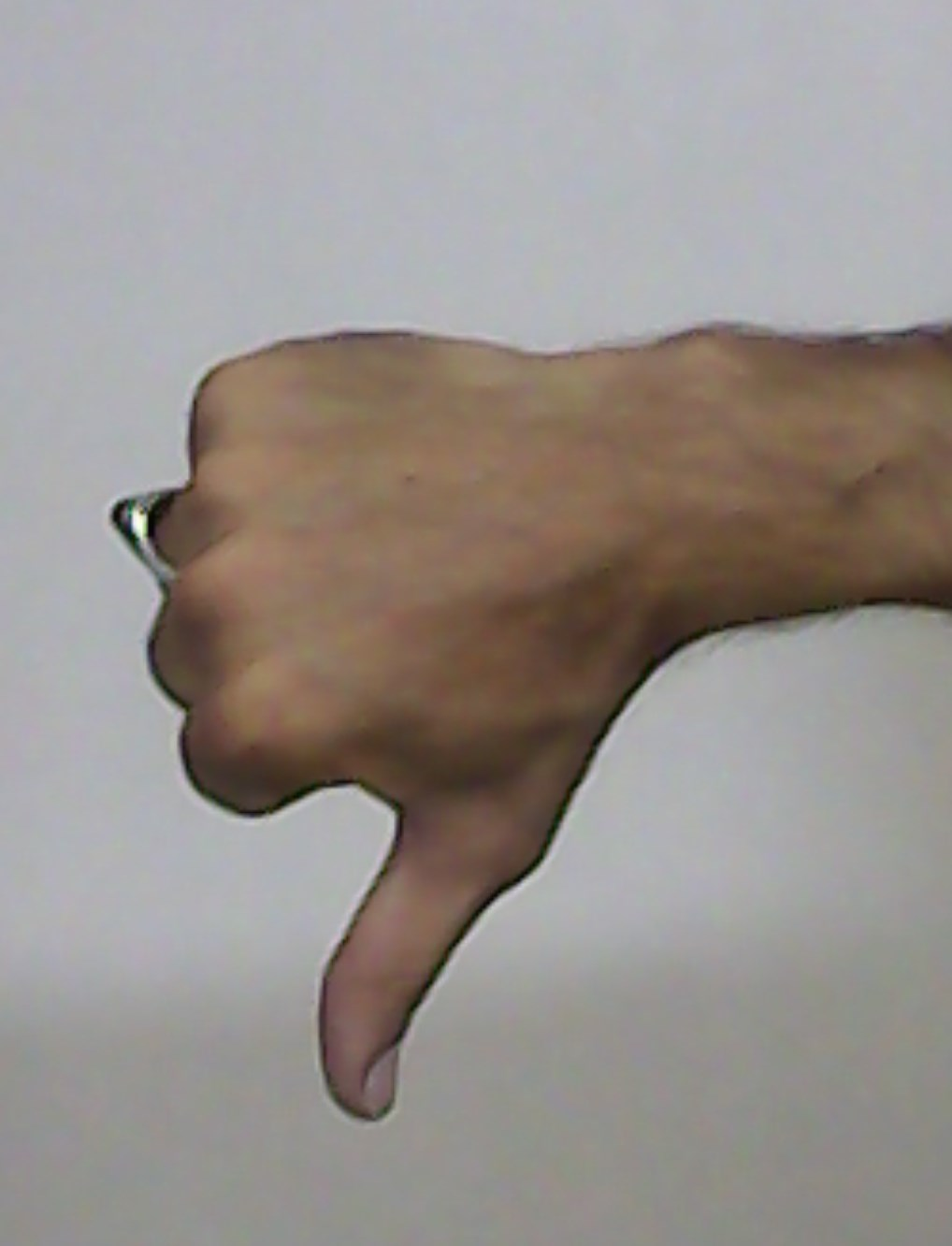
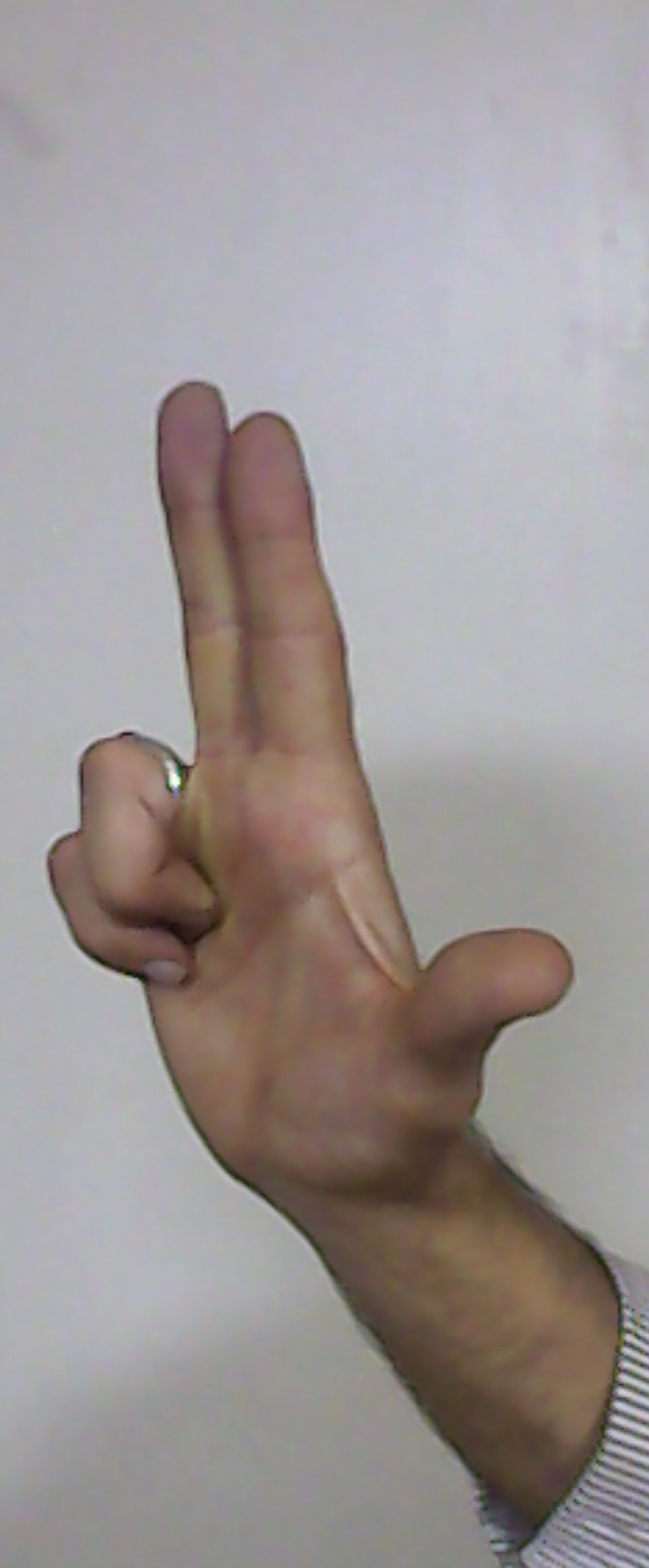
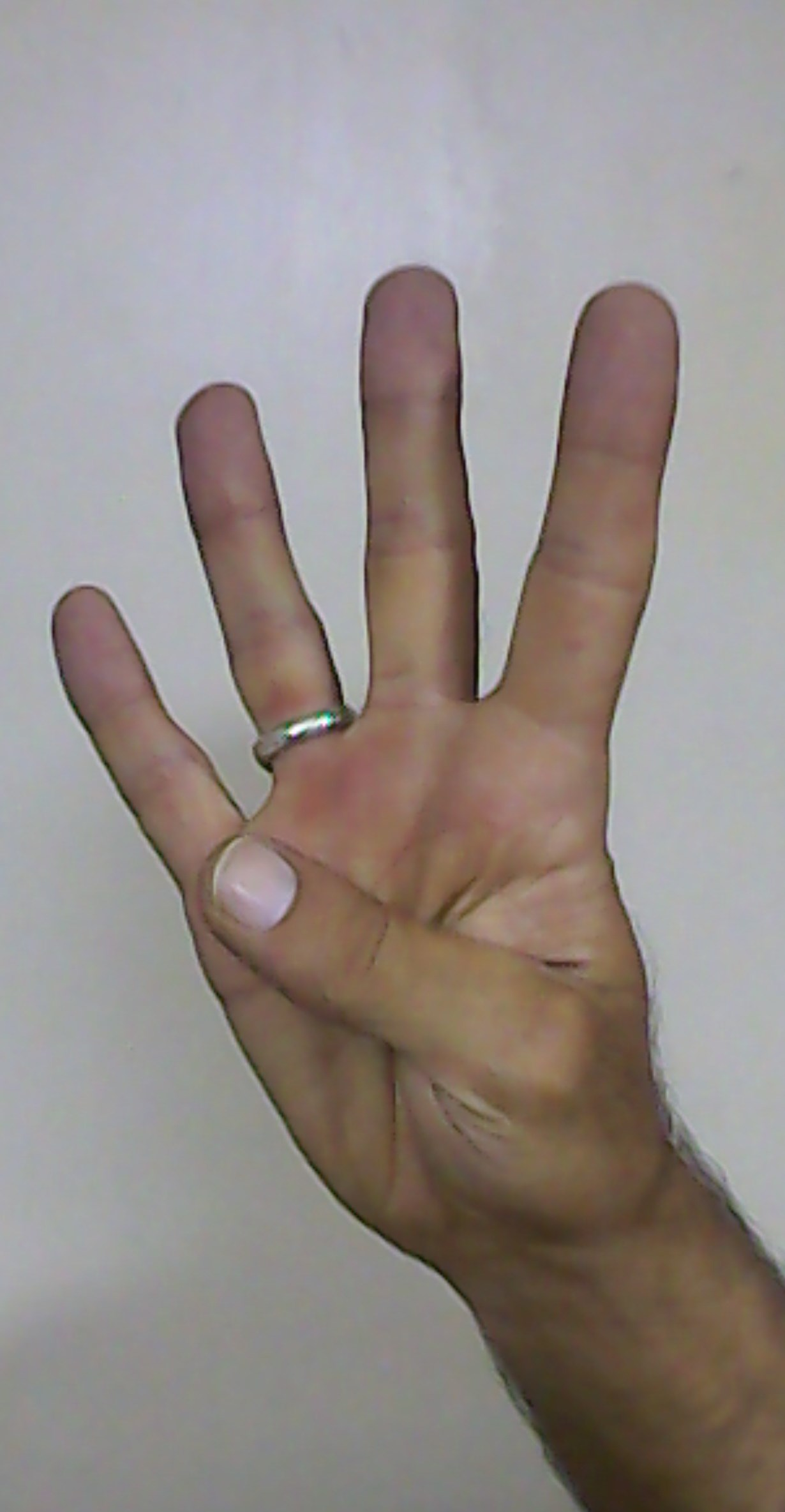
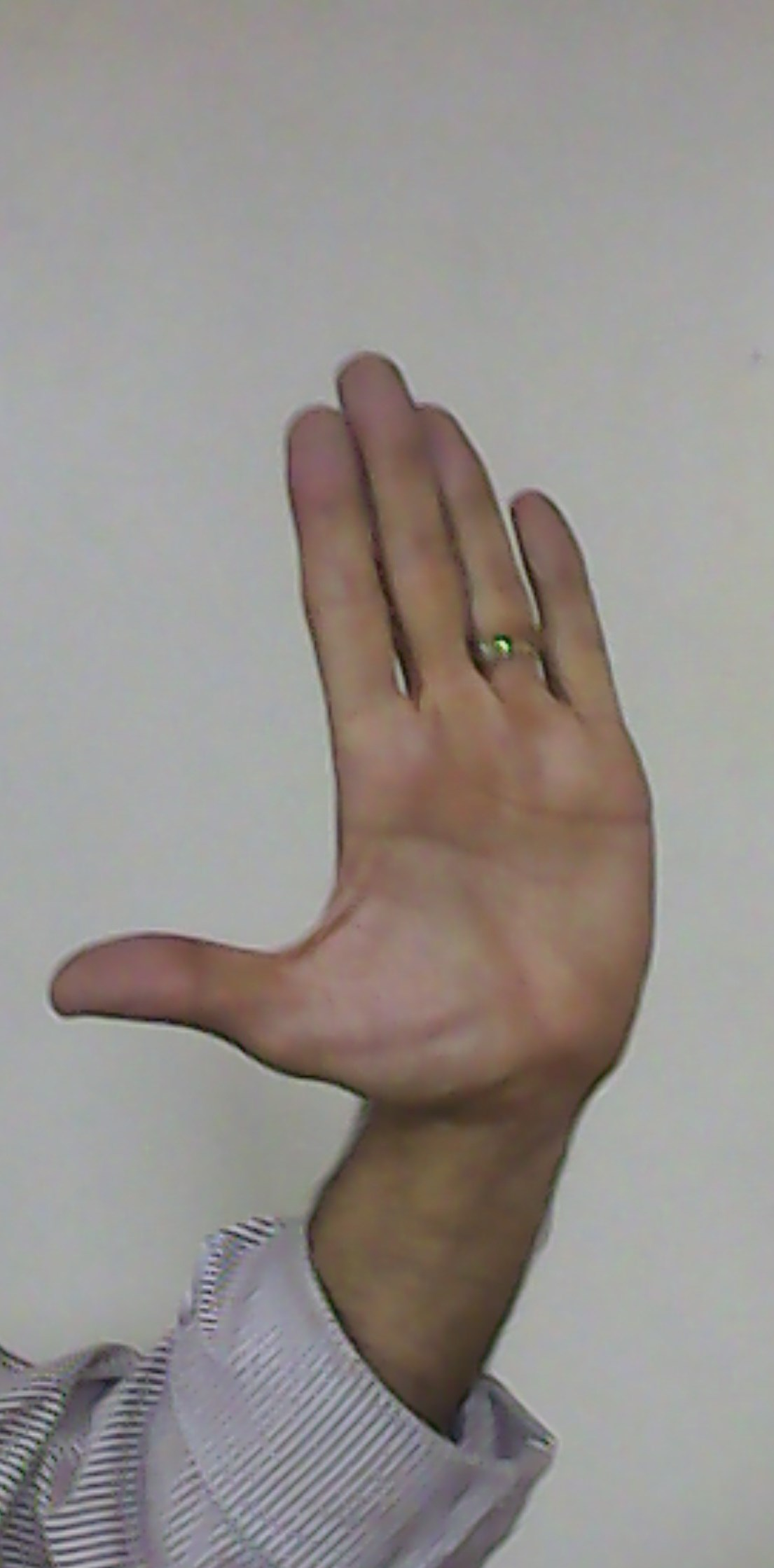
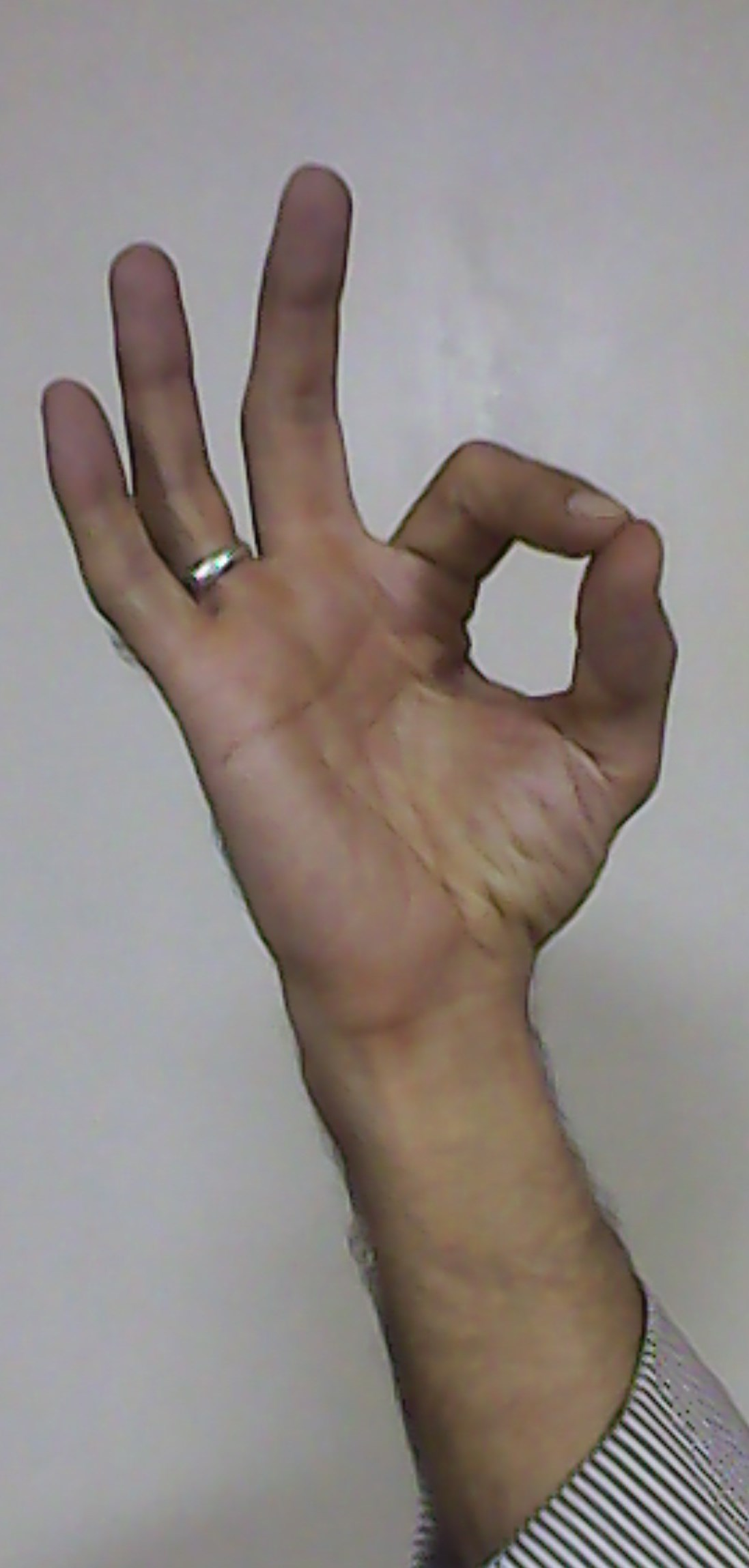
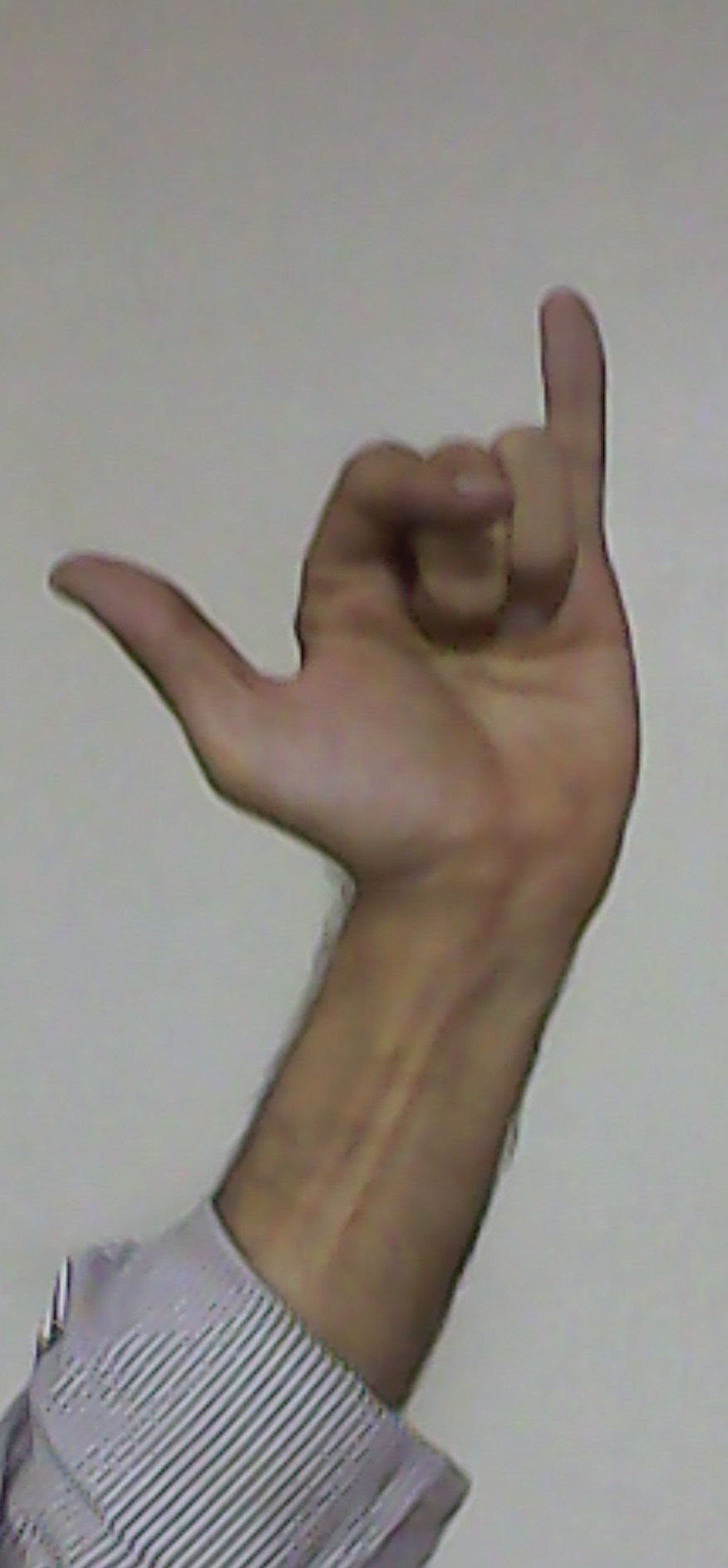
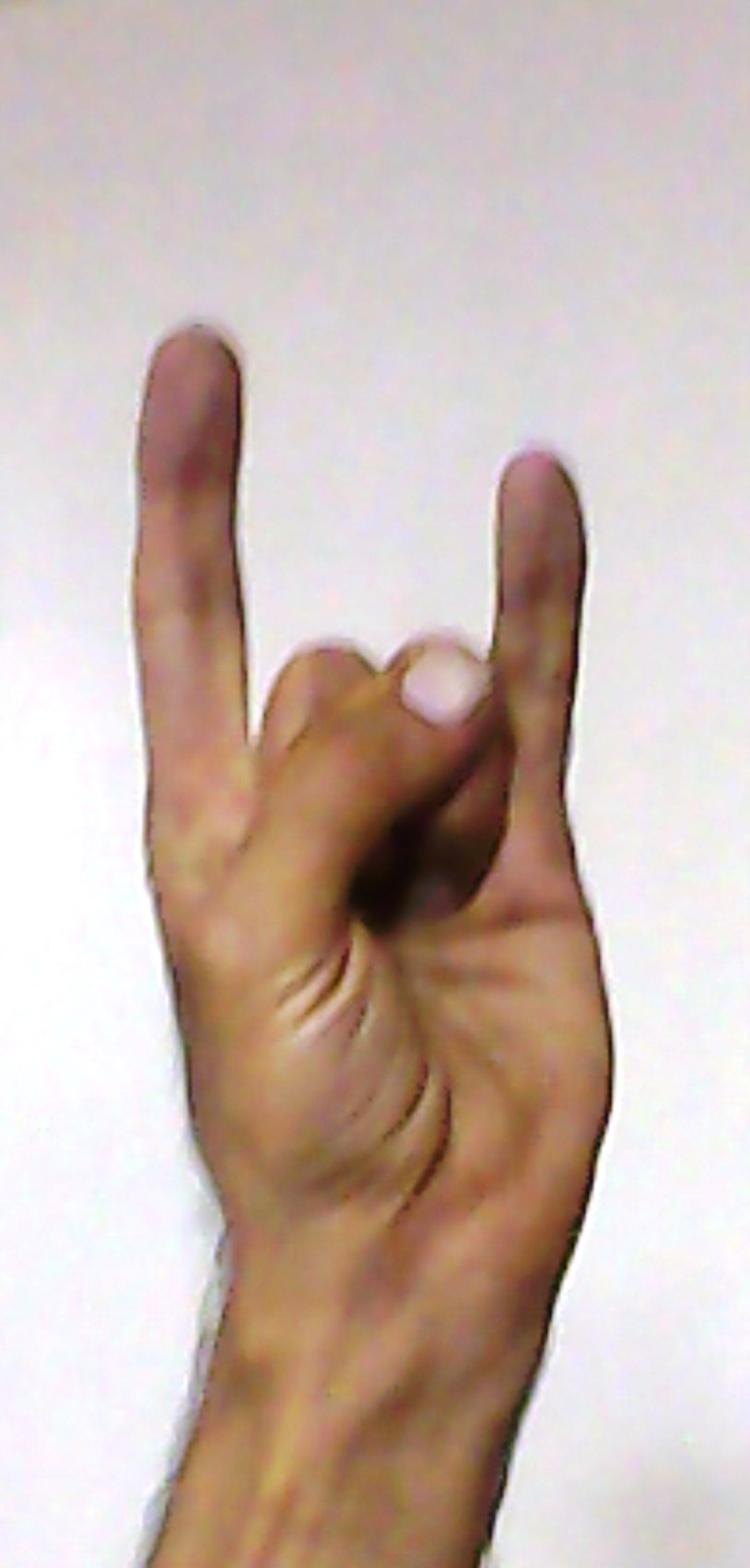
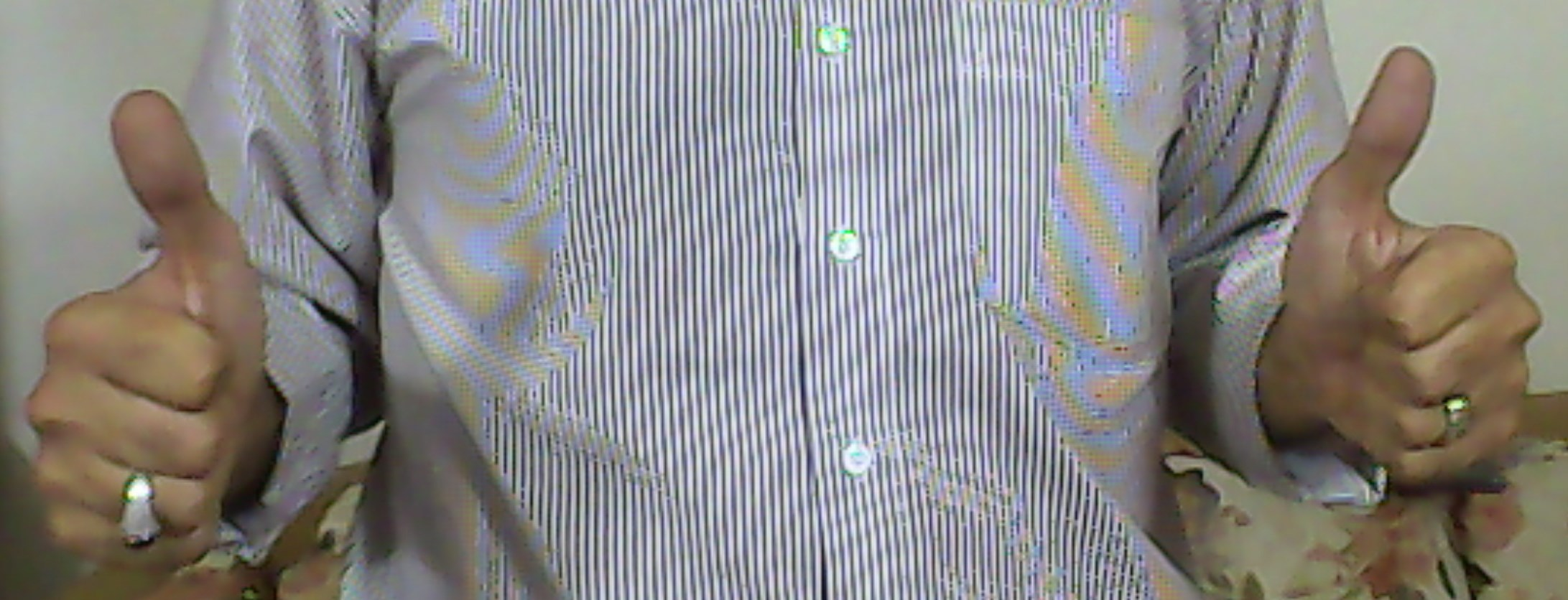
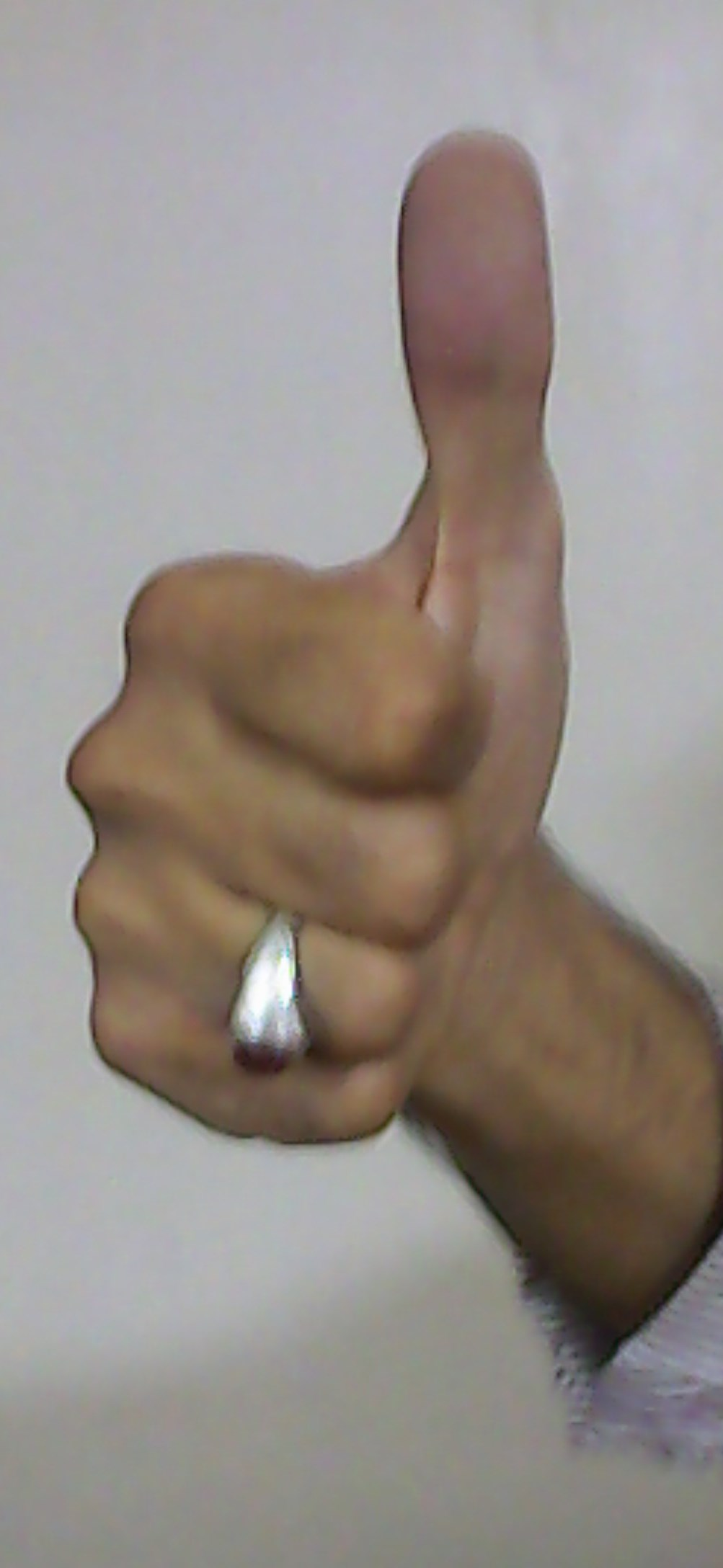

## اشارات زبان بدن ناوابسته به فرهنگ یا جهانی
بر خلاف حرکات اشاره زبان وابسته به فرهنگ که در طی زمان و از فرهنگی به فرهنگی دیگر و از یک گروه به گروه دیگر مدام در حال تغییر هستند، حرکات اشاره‌ای در زبان بدن و به ویژه در دست‌ها وجود دارد، که به فرهنگ وابسته نیستند و زبانی جهانی به حساب می‌آیند. آنها در طول هزاران سال و در مسیر تکامل خود به شکل امروزی مورد استفاده همگان قرار می‌گیرند. آن‌طور که هرکس در ارتباط، به‌طور ناخودآگاه و بنا بر شخصیت خود، آنها را به نمایش می‌گذارد و تا حدی معیاری است برای رفتار اجتماعی افرادی که از آن بهره می‌برند. مثلاً محققان در آزمایشهایی بر روی حدود یکصد نوزاد، کودک و بزرگسال دریافته‌اند، اشارات و حرکاتی که مردم در توضیح حل یک مسله ریاضی به کار می‌برند موجب بهبود آنها در یادآوری لیستی از اعداد یا حروفی می‌شود که پیشتر به حافظهشان سپرده‌اند. وقتی از افراد آزمودنی درخواست می‌شود که در زمان حل مسئله، دستشان را نگه دارند و حرکت ندهند، آنها به خوبی گذشته نمی‌توانند اعداد یا حروف را به یاد آورند و عملکردشان بسیار ضعیف می‌شود (کیتور و هِلمر، ۲۰۱۳).
در حال حاضر نیز، ژنی به نام «فاکس پی دو» کشف شده‌است که خبر از دلایل ژنتیکی و تکاملی رابطه بین حرکات دست و گفتار می‌دهد. به‌نظر می‌رسد که دویست هزار سال است که در سیر تکاملی «انسان اندیشه‌ورز»، دست‌گفتار بخش مهمی از ارتباطات او بوده‌است (لاندبِرگ، ۲۰۱۳).
از طرفی حرکات دست هر یک از ما، بیانگر نکته‌ای است و مانند اشاره به یک بند در قرارداد است. برخی از آنها برای کنترل گفتار شخص دیگری مورد استفاده قرار می‌گیرند مانند بالا بردن دست به نشانه توقف و برخی دیگر جایگزینی برای گفتار هستند، مانند حرکت توهین آمیز انگشت دست توسط یک راننده که با این روش، خشم و عصبانیت خود را به راننده دیگر نشان می‌دهد. همه ما در گفت‌وشنودهای خود حرکات دست را به‌صورت ناخودآگاه تولید می‌کنیم و به ندرت ممکن است نسبت به آنها فکر کنیم یا از انجام آنها آگاهی داشته باشیم اما در عمل و رفتار، ما با استفاده از کارایی بزرگ و پیچیده آنها، بخش عظیمی از ارتباطات شگفت‌انگیز خود را پوشش می‌دهیم.
دکتر «لوئف» از دانشگاه آزاد برلین در سال ۲۰۱۲ دست به پژوهش جالبی زد. پیش از او دانشمندان زبانشناسی مانند «ویلمز و هاگورت» در سالهای ۲۰۰۷ تا ۲۰۰۹ نشان داده بودند که بین استفاده از برخی حرکات دست و زبان، از نظر دستوری و معنایی رابطه وجود دارد. اما او سه دست‌گفتاری را که انسان به‌صورت دیرینه و تکاملی در هنگام صحبت مورد استفاده قرار می‌دهد را انتخاب کرد و از داوطلبان خواست که در هنگام گفت‌وشنود از آنها استفاده کنند.
نتایج پژوهش دکتر لوئف، نشان داد هر سه دست‌گفتار در بیان دستوری جملات و عبارت به کار می‌روند و هر سه آنها بر زیر و بمی‌و آهنگ صدای تولید شده نسبت به زمانی‌که گویندگان از آنها استفاده نمی‌کنند، تأثیر مثبت و قابل توجهی دارند. اما در میان این سه دست‌گفتار، دست‌گفتار تصویر (ب و ج) در انتقال بهتر معنا به شنونده نقش دارند و دست‌گفتار تصویر (الف) از نظر انتقال بهتر معنا و درک مطلب چندان نقشی ندارد.

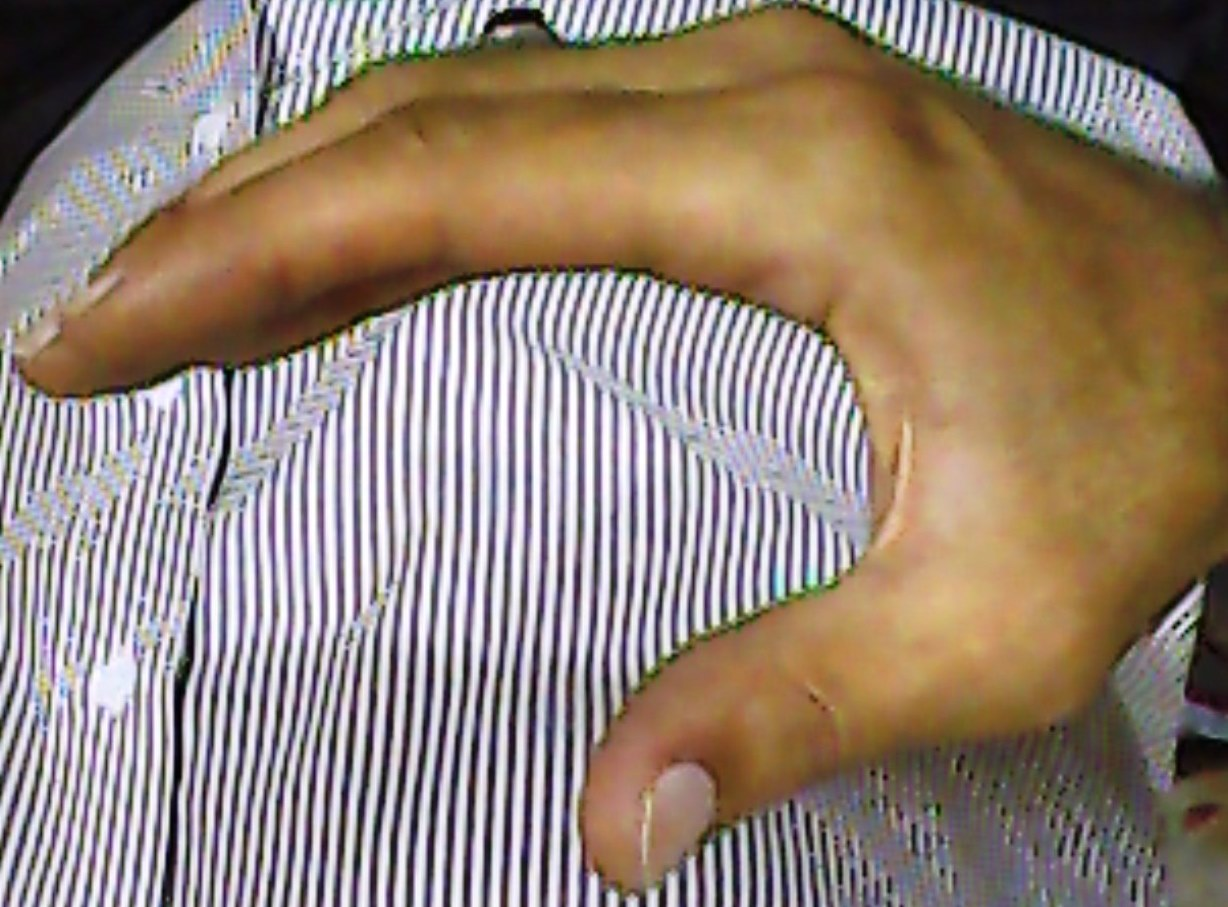
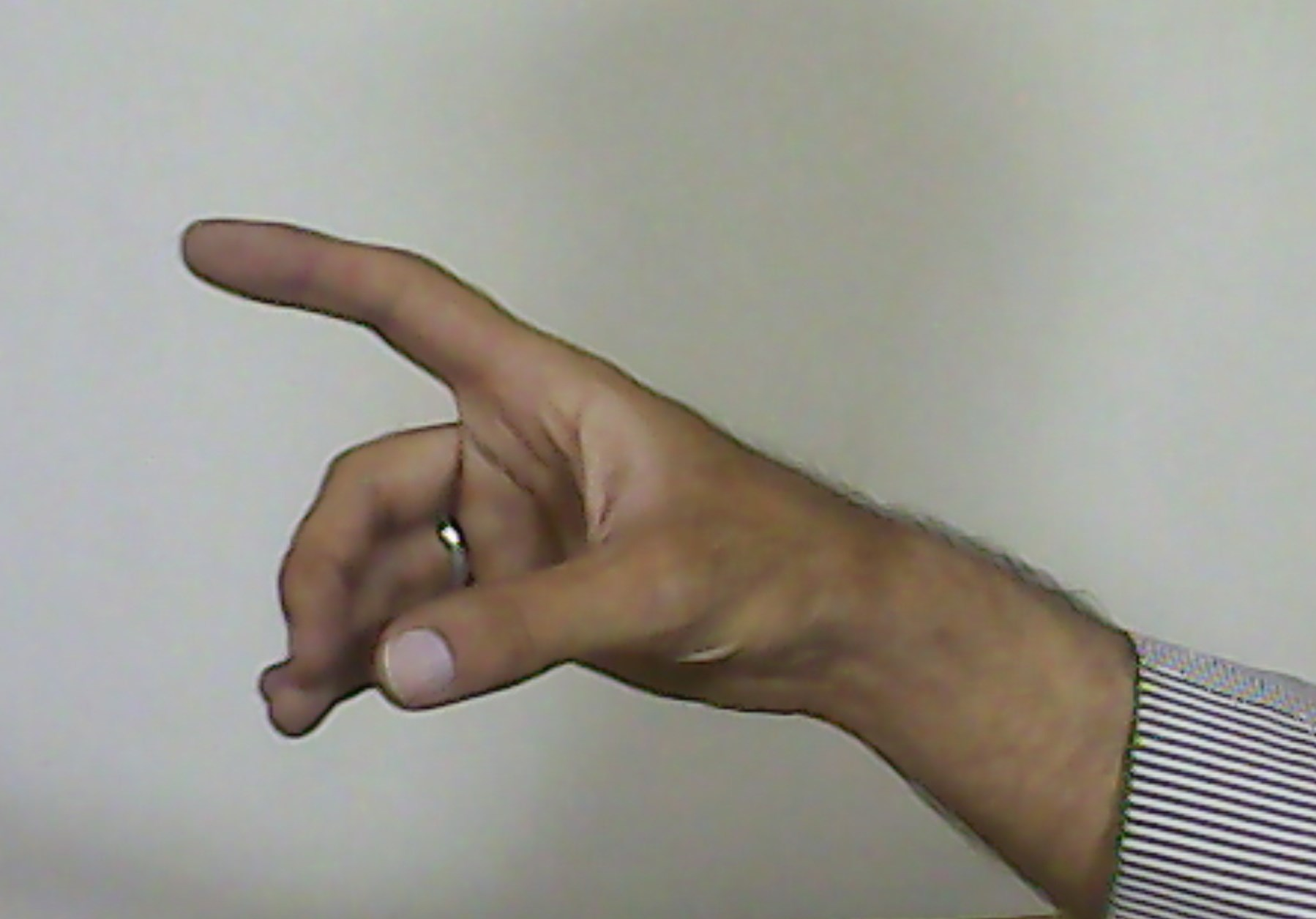
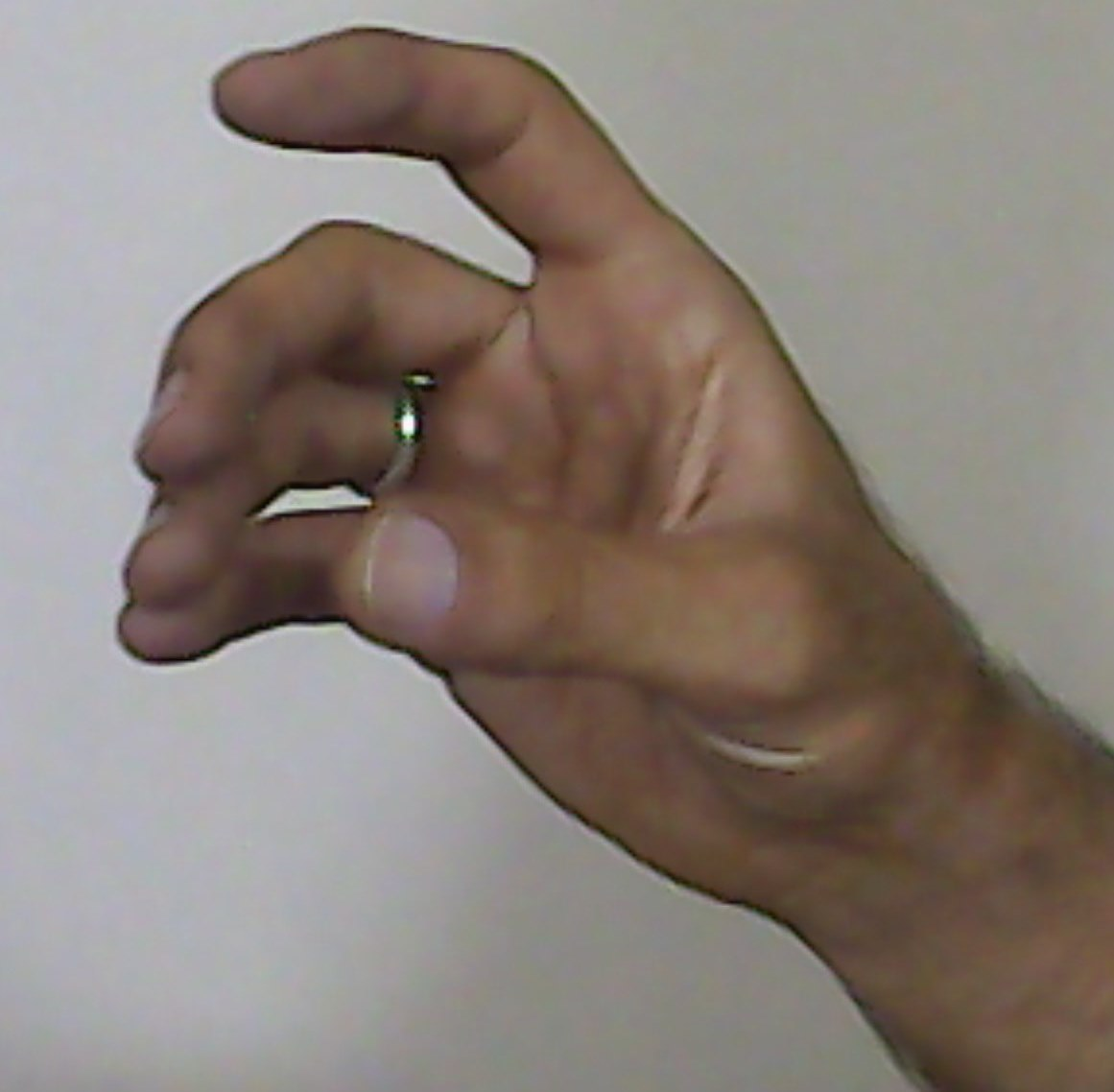

حرکت دستها و اشارات زبان بدن، علاوه بر انتقال معانی در القای اعتماد یا بی‌اعتمادی یا شور و اشتیاق ناشی از دلشادی، بی‌علاقگی یا دلمردگی به مخاطب نقش مهمی دارند. اگر به دیگران در زمان گفت‌وشنودهایشان نگاه کنید، می‌بینید که وقتی آنها به آنچه که می‌گویند اعتماد دارند یا سرحال هستند و با شور و اشتیاق حرف می‌زنند، حرکات دست و اشاره‌های زبان بدن در آنها بیشتر به چشم می‌آید، تا حدی که ممکن است تبدیل به پویانمایی شده باشد. دستها و اشاره‌های زبان بدن آنها این نکته را می‌خواهد منتقل کند که اعتماد یا اشتیاقی وجود دارد. شما ممکن است از این ارتباط آگاه نباشید، اما به‌طور غریزی به آن پی می‌برید و از آن استفاده می‌کنید.
بسیاری از سو تفاهم‌ها و درک اشتباهی در گفت‌وشنود از قرار دادن دست بر روی لبها اتفاق می‌افتد که می‌تواند نشانگر خستگی، پنهان‌کاری، شک یا دقت باشد. حال اگر دستهای خود را از روی لبها بردارید و به گفت‌وشنود ادامه دهید، خواهید دید که مقصود شما بهتر درک می‌شود. چرا که لبهای شما در معرض دید قرار خواهد گرفت. علاوه بر این ما نیاز داریم که برای ارتباط با دیگران دست کم لبخندی بر لب داشته باشیم، شاید لبخندی شبیه به «مونا لیزا» که هنوز هم بعد از قرن‌ها برای مردم مبهم و معمایی است و استاد تجسمی دوره رنسانس، «لئوناردو داوینچی» هنرمندی بود که به درک چگونگی اثر آن، دست یافت. لبخندی که می‌تواند نشانگر خنده یا گریه‌ای باشد که از خشم یا ترس به وجود آمده‌است و انتظاری که در آن است موجب می‌شود که مخاطب با خود بگوید: «انگار این لبخند می‌گوید، چیزی در حال اتفاق است!»

## اشارات بدن کودکان و تشخیص دروغگویی
یکی از مسایلی که پدر و مادرها به آن اشاره می‌کنند، زمانی است که کودکان آنها دروغ می‌گویند یا چیزی را نمی‌خواهند بگویند. آنها گاهی بر اساس مطالعاتی که در کتابهای زبان بدن دارند، فکر می‌کنند، چون کودک با یک دست یا هر دو دست، دهان خود را می‌پوشاند، بنابراین در حال دروغ گفتن است. البته که مطالب زیادی برای تأیید این نشانه از زبان بدن (دست‌گفتار) در هنگام دروغگویی خردسالان وجود دارد، اما شواهد علمی که از این گفته‌ها حمایت کند، وجود ندارد. دلیل اول آنکه اساساً نمی‌توان گفت، کودکان دروغ می‌گویند، زیرا آنها در این دوره از رشد، رویاپردازی می‌کنند و همان‌طور که «ژان پیاژه» (به انگلیسی: Jean|Piaget) می‌گوید، اندیشه خردسالان در ۴ تا ۶ سالگی به گونه‌ای است که به اشیا بی‌جان نسبت زندگی و احساس می‌دهند و این روش فکرکردن، «جاندارپنداری» یا «زنده‌گرایی» (به انگلیسی: Animism) نامیده می‌شود، پژوهشگر دیگری به نام «لارنس کلبرگ» (به انگلیسی: Lawrence Kohlberg) بر این باور بود که کودکان فکر می‌کنند که رؤیاها واقعی هستند، مثلاً زمانی‌که از کودک ۴ تا ۶ ساله، پرسیده شود: «آیا غولی که در رویاهای خود دیده بود، واقعاً آنجا بود»؟ او پاسخ می‌دهد: «آن غول واقعاً آنجا بود، ولی وقتی بیدار شدم رفت. من جای پای او را کف اتاق دیدم». دلیل دوم، استناد به حرفهای کودکان است. براساس آنچه که گفته شد هیچ‌گاه به درستی یا نادرستی، راستگویی یا دروغگویی محتوای گفتاری کودکان نمی‌توان اعتماد کرد؛ زیرا دانشمندی مانند «لویس»(به انگلیسی: [Lewis]) در سال ۱۹۸۹ با پژوهشی بر روی کودکان ۳ تا ۴ سال نشان داد که اگر کودکان مورد اشاره رویاپردازی کرده باشند، رفتارهای مثبت زبان بدن (تن‌گفتاری) آنها افزایش می‌یابد مانند لبخندزدن، امااحتمال درستی این نتیجه‌گیری، تنها ۵۰ درصد اعلام شد، در حالی که در سال ۲۰۱۳، دو پژوهشگر به نامهای «یانکیوا و رودزیک» (به انگلیسی: Yancheva, M. & Rudzicz, F) در مصاحبه‌های خود با ۱۹۸ کودک ۴ تا ۷ ساله قربانی تجاوز نشان دادند، که آنها وقتی دربارهٔ واقعه مورد نظر حرف می‌زنند در ساختار دستوری و معنادار بودن کلماتی که به کار می‌برند، پیچیدگی و انسجام اطلاعات مربوط به موضوع بالاست و احتمال واقعیت داشتن آنها به حدود ۹۲ درصد می‌رسد؛ بنابراین برای تمایز میان واقعیت و رویاپردازی کودکان، چاره‌ای به جز دنبال‌کردن نشانه‌های گفتاری در شکل و محتوای حرفهای آنها وجود ندارد.

## اشارات بدن و ادعای غیر علمی تشخیص دروغگویی
یکی از اشارات بدنی که به عنوان نشانه تشخیص دروغگویی به کار برده می‌شود، مربوط است به خاراندن بینی یا نزدیک کردن دست به دهان، پوشاندن دهان، سرفههای وانمودی و نیز خمیازههای بی‌مورد. واقعیت آن است که خاراندن بینی و لمس کردن گوشها یا دهان، آن طور که ادعا می‌شود، ربطی به فریب و دروغ گفتن ندارد؛ زیرا عروق پوستی مناطق خاصی از بدن، به‌ویژه جایگاه‌های سر و صورت، دربرگیرنده لبها، بینی، گوش و همین‌طورگردن، شانه‌ها و بخش فوقانی قفسه سینه، توسط مراکز بالاتر مغزی تنظیم می‌شوند و مردم در زمان تصمیم‌گیری و تمرکز کردن، به دلیل حجم بالای خونی که به این جایگاه‌ها جریان پیدا می‌کند، دچار خارش می‌شوند. خمیازه‌کشیدن و سرفه وانمودی نیز در پاسخ به کاهش اکسیژنرسانی یا وجود مانع در خون‌رسانی جایگاه‌های مغزی است، که موجب کاهش آمادگی پاسخ هیجانی ما می‌شود. اعصاب سمپاتیک، خود به تنهایی شریانچه‌های آوران و وابران را عصب‌گیری می‌کند و سرخ‌شدن، در پاسخ به دستپاچگی و خشم، و رنگ‌پریدگی در پاسخ به ترس یا اضطراب به ترتیب مثال‌هایی از وقفه و تحریک رشته‌های عصبی سمپاتیک ارسالی، به مناطق درگیر با این جایگاه‌ها هستند. از طرفی در یک گفت‌وشنود و در شرایطی که از نظر هیجانی، به تمرکز بالایی نیاز هست، «نوراپی‌نفرین» ترشح می‌شود، به‌ویژه اگر کسی، با پرسشهای انتقادی یا اتهامی نسبت به خود مواجه شود، همان‌طور که «رابرت بِرن»(به انگلیسی: Robert|M. Berne) از نظر فیزیولوژ پزشکی بررسی کرده‌است، موجب اضطراب یا خشم می‌گردد؛ بنابراین اشاره‌های زبان بدنی مانند خاراندن بینی، لاله گوش و دهان، بیش از آنکه بیانگر فریب و دروغگویی باشد، تمرکز فرد را در ارتباط نشان دهد.
در پژوهشی دیگر، که در سال ۲۰۱۳ توسط بخش شناختی دانشگاه «مرسی کالیفرنیا» و کالج «لندن» انجام شد، دو پژوهشگر به نامهای «دوران و دل» (به انگلیسی: Duran, N. and Dale,R) به بررسی حرکات و اشارات زبان بدن در زمان فریب یا دروغگویی افراد پرداختند. یافته‌های آنها با استفاده از نرم‌افزار پیشرفته «مسیریابی سه بعدی» (به انگلیسی: Vicon Nexus motion tracking) و پردازش رایانهای بر روی ۲۹ نقطه در جایگاه‌های مختلف سر، چهره و دستها نشان داد که آزمودنی‌ها در برابر پرسشهای خنثی، هیچ تفاوت بارزی در میزان و مدت حرکات سر، دست و چهره نشان ندادند، اما زمانی‌که از آنها سوال‌های انتقادی پرسیده می‌شد، حرکات تمام این سه جایگاه در آزمایش شوندگان کاهش پیدا می‌کرد (کاهش دامنه ۲/۰ تا ۴/۰ میلی‌متر در هر ۲۵۰ میلی ثانیه حرکت).
تحلیل دروغگویی با نشانه‌های زبان بدن (تن‌گفتار)، بسیار پیچیده‌است و ما تنها با چشم و در یک یا چند برخورد چهره به چهره، قادر به تشخیص دروغگویی با استفاده از اشاره‌های زبان بدن نخواهیم بود. به احتمال بسیار زیاد زبان بدن شما بخش مهمی از آن شخصی‌ست که هستید، تا جایی که شاید حتی فکرش هم نکنید.